# Casuarina cunninghamiana

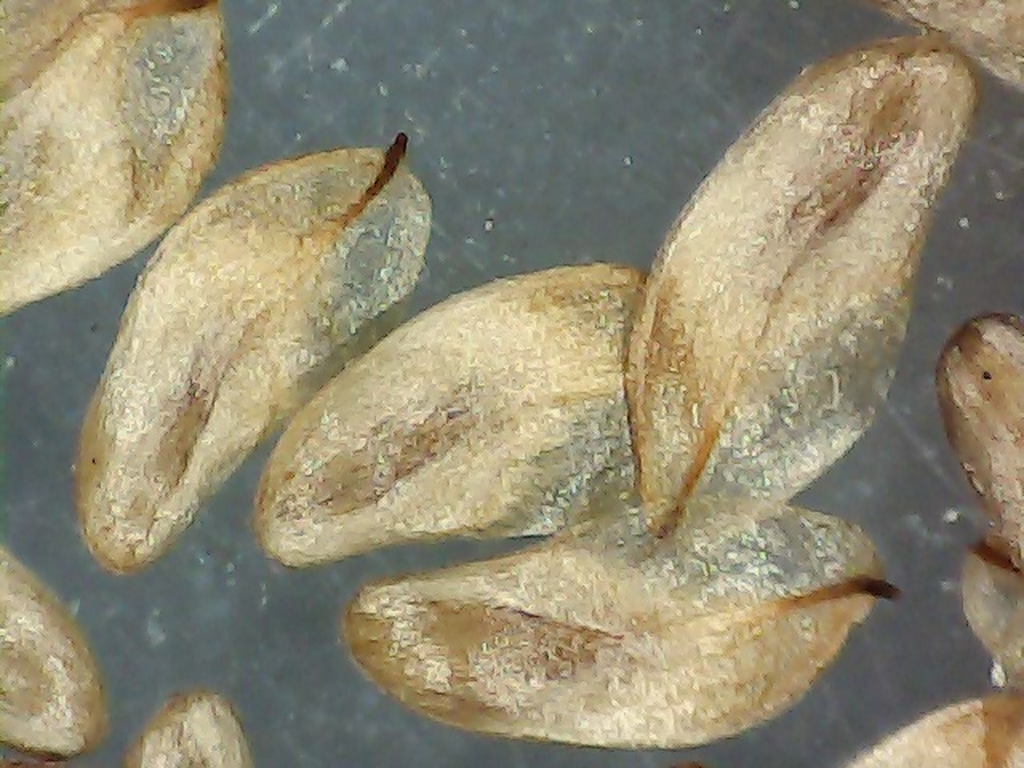
Semillas sueltas

Casuarina cunninghamiana, roble de río, pino australiano o simplemente casuarina, es una especie de árbol del género Casuarina en la familia de la cual es el género tipo, Casuarinaceae; es nativa de Nueva Gales del Sur y Queensland en Australia.

## Etimología
La etimología del género alude al ave corredora casuario, de Australia, cuyo plumaje se asemeja al follaje de algunos miembros del género. La primera especie descrita se dedicó al botánico inglés del siglo XIX, Allan Cunningham, que investigó en Australia.

## Descripción
Es una especie dioica y la más alta en su género, alcanzando 25-30 m de altura. Copa piramidal, especialmente en los primeros años. Ramas erectas o también algo péndulas. Se asemeja a un pino, o a un Equisetaceae (cola de caballo) arborescente, confundiendo a los profanos de la Botánica. Lo que parecen hojas de gimnosperma aciculares son en realidad ramillas delgadas que cumplen el papel de hojas fotosintetizadoras. Las verdaderas hojas son diminutas escamas en los nudos de esas ramillas. En C. cunninghamiana el número de escamas es de 8 a 10 en cada nudo o verticilo. Flores unisexuales. Las masculinas en espigas terminales colgantes. Las femeninas en amentos cónicos, también colgantes, en las axilas de las escamas foliares. Frutos globosos, verdes al principio y tornándose pardo oscuro, pulverulentos, de cerca de 1 cm de diámetro, con bracteolas prominentes, y aglomeradas. Semillas aladas, anemocoras. La semilla mide entre 3 a 4 mm.

## Hábitat
Se encuentran generalmente en lugares soleados a lo largo de bancos de arroyos y áreas pantanosas (de allí uno de sus nombres vernaculares). 

## Cultivo y usos
Se multiplica por semillas fácilmente. Puestos los frutos a secar, pronto hay deshiscencia de las semillas, que son viables por 1 a 2 años, con almacenaje fresco y seco[cita requerida]. Germina, sin tratamientos previos, muy bien. 
C. cunninghamiana no es exigente en temperatura y calidad del suelo. Soporta bien el clima marítimo y suelos pobres y arenosos. Como ejemplar aislado desarrolla excelentemente su porte. En alineaciones se debe disponer de espacio suficiente.
Es reconocido como un árbol importante para estabilizar bancos de ríos y para la prevención de la erosión del suelo aceptando tanto suelos húmedos y secos y ha sido introducida en varios países con este propósito. Es ampliamente usado de manera efectiva como árbol de pantalla. Es útil en sitios ventosos y también conveniente para áreas costeras. 